# Iurie Ciocan
Iurie Ciocan (n. 19 mai 1971, Chișinău) a fost președinte al Comisiei Electorale Centrale din Republica Moldova, din 2011 până în 2019. Doctor în științe politice, specializat în partide politice. Doctor Honoris Causa al Academiei Internaționale de Informatizare la ONU, 2013.

## Biografie
Lider eficient axat pe rezolvarea problemelor cu peste 20 de ani de experiență în managementul electoral, administrația publică centrală și implementarea proiectelor. A absolvit Facultatea de urbanism și arhitectură a Universității Tehnice din Moldova, ulterior a absolvit Facultatea de Drept a Universității de Stat. Masterat în Relații Internaționale la Academia de Administrație Publică din Republica Moldova. 
Din anul 1999, Iurie Ciocan este lector universitar la Academia de Administrare Publică de pe lângă Guvernul Republicii Moldova, Catedra Drept Internațional și Politică Externă. Din 2003 până în 2005 a fost membru al Comisiei Electorale Centrală, iar din 2005 până în 2011 - secretar al Comisiei Electorale Centrale. Începând cu 2011 și până în 2019 a fost președinte al Comisiei Electorale Centrale din Republica Moldova.
În toamna anului 2014, în calitate de președinte al CEC, Iurie Ciocan a preluat președinția Asociației Oficialilor Electorali din Europa (ACEEEO) pentru perioada 2014-2015.
Iurie Ciocan este expert electoral deplin acreditat BRIDGE. Deține titlul științific Doctor în științe politice și titlul onorific Doctor Honoris Causa al Academiei Internaționale de Informatizare pe lângă ONU (secția RM).
În 2017-2018 a condus grupul de lucru de elaborare și implementare la nivel de Lege a modificărilor legislative privind introducerea sistemului mixt de vot, prin care din cei 101 membri în parlament 51 erau aleși în circumscripții uninominale și 50 pe liste de partid în sistem proporțional.
Expert Electoral Internațional al Comisiei de la Veneția. Observator internațional cu peste 30 de procese electorale monitorizate în diferite țări din Europa, Africa, Asia și America. Membru al Comitetului executiv al Asociației funcționarilor electorali europeni (ACEEEO) din 2013 până în 2019. Din 2019 este membru onorific al Comitetului executiv ACEEEO.
În anii 2016 și 2019 a activat în calitate de Director al Centrului de Implementare a Reformelor în oficiul Prim Ministrului Pavel Filip. Printre principalele realizări a fost elaborarea noii legi cu privere la Guvern și reorganizarea administrației publice centrale, Guvern, Ministere și instituțiile subordonate, în scopul eficientizării activității acestora. 
În prezent Profesor universitar la Universitatea de Stat din Moldova. Expert și consultant electoral.  
Este căsătorit cu Nona Marian (n. 18 februarie 1977), o cântăreață din Republica Moldova. Au două fetițe – Sofia și Domnița.

## Studiile
Doctor în științe politice, specializat în partide politice. Doctor Honoris Causa al Academiei Internaționale de Informatizare la ONU, 2013. A absolvit studiile de licență, Departamentul de arhitectură și inginerie civilă, Universitatea Tehnică din Moldova, 1994.
În 1999, Iurie Ciocan a absolvit cu mențiunea ”Summa cum laude”, studiile de master al Academiei de Administrație Publică, iar în perioada anilor 2002-2007 a luat titlul de Doctor în științe politice la  Academia de Științe a Republicii Moldova. În 2008, și-a luat licența la facultatea de Drept, Universitatea de Stat din Moldova. 

## Experiența și cariera profesională

#### Activitatea sa de la Comisia Electorală Centrală a Republica Moldova
În cei 16 ani de activitate la Comisia Electorală Centrală, Dr. Iurie Ciocan a organizat în toată complexitatea sa 6 (șase) alegeri parlamentare, 4 (patru) alegeri locale generale, 2 (două) referendumuri naționale, alegeri prezidențiale și mai mult de 30 de alegeri locale parțiale. 
Toate alegerile organizate în Republica Moldova în timpul activității sale la CEC au fost recunoscute la nivel național și internațional de către misiunile de observare (inclusiv OSCE/ODIHR) ca fiind libere, corecte și organizate profesional.
În activitatea menționată, Iurie Ciocan a fost responsabil direct de planificarea, bugetarea, organizarea și controlul executării a peste 20.000 de oficiali electorali - efort complex și provocator, care a dus inclusiv la necesitatea creării unui Centru de instruire continua al Comisiei Electorale Centrale.
Prin urmare, în 2011 - Centrul de Instruire Continuă în domeniul Electoral a fost fondat și capacitat cu sprijinul partenerilor de dezvoltare (PNUD, Consiliul Europei), devenind una dintre cele mai performante instituții de formare din țară.
Din 2013, Comisia Electorală Centrală, prin inițiativa și efortul său direct, a devenit titularul și gestionarul unic al Registrului de stat al alegătorilor, o bază de date care include toți cetățenii moldoveni cu drept de vot. De la momentul înființării sale până în prezent, sistemul informațional bazat pe servere proprii este cel mai modern în Republica Moldova. În baza acestor facilități totalizarea rezultatelor alegerilor are loc în cel mult 24 de ore, iar primele rezultate sunt afișate on-line la 2 ore după închiderea secțiilor de votare.
A reușit, de comun cu echipele din toate cele 4 mandate la Comisia Electorală Centrală, să construiască instituția electorală de la doar 4 angajați în staff și doar două computere (2003) la 47 de practicieni electorali bine pregătiți, capabili să rezolve orice provocare profesională și cel mai actualizat sistem electronic electoral, precum și cca. 4.000 de operatori ai sistemului informațional localizați din toată țara (a. 2019).
Din 2015, prin inițiativa și aportul direct al D-lui Iurie Ciocan, Autoritatea Electorală Centrală este certificată conform ISO 270001 (securitatea informațiilor) și ISO 9001 (managementul calității).
În toți acești ani a obținut o experiență practică drept partener național de implementare a mai multor proiecte electorale implementate de PNUD cu sprijinul donatorilor (Ambasada Suediei, Guvernul Norvegiei, USAID, Ambasadele Marii Britanii și Olandei, Uniunea Europeană etc.).
- Membru al Comisiei, 11/2003 - 11/2005, Comisia Electorală Centrală a Republicii Moldova.
- Secretar general al Comisiei, 11/2005 - 02/2011, Comisia Electorală Centrală a Republicii Moldova.
- Președinte al Comisiei, 02/2011 - 06/2016, Comisia Electorală Centrală a Republicii Moldova.
- Membru al Comisiei, 06/2016 - 06/2019, Comisia Electorală Centrală a Republicii Moldova.

În toți anii muncii la Comisia Electorală Centrală, Iurie Ciocan a pus accentul de bază pe creșterea unui corp de specialiști calificați, specializați în organizarea și desfășurarea alegerilor. Comisia Electorală Centrala și-a meritat prin muncă și fapte concrete reputația de cea mai transparentă instituție din Republica Moldova. 

#### Experiența instituțională
Este cunoscut drept un manager proactiv și meticulos, orientat spre rezultate, cu abilități demonstrate de conducere și negociere, cu abilități puternice de a atenua situațiile de criză în circumstanțe stresante. Abilități bine formate de comunicare cu personalități politice de rang înalt.
Jucător de echipă cu experiență în gestionarea echipelor complexe, cu sarcini diverse,  care au excelat în implementarea diverselor inovații și tehnologii IT în alegeri, este titular al titlului Onorific Doctor Honoris Causa al Academiei Internaționale de Informatizare a Națiunilor Unite.
Pe parcursul carierei, a prezidat Consiliile de administrație ale diferitelor proiecte internaționale legate de alegeri, anticorupție, instruiri electorale, guvernanță electronică, participarea femeilor în procesele electorale, angajament civic, servicii publice și altele. 
În calitate de conducător al Centrului pentru Implementarea Reformei (CIR), a condus o echipă de experți naționali și internaționali, și a fost direct responsabil pentru implementarea reformei administrației publice centrale în Republica Moldova în perioada 2016-2019. 
Centrul (CIR) a fost creat în coordonarea directă a Prim-Ministrului. Pe durata mandatului a consiliat din oficiu Prim-Ministrului Pavel Filip în domeniul reformelor.
În perioada 01/2017 - 06/2019, Dr. Iurie Ciocan a deținut funcția de Director general, din cadrul Centrului pentru Implementarea Reformei, Oficiul Primului Ministru (Delivery Unite). 
Fiind ghidat de principiile OECD/SIGMA, datoria sa a fost de a identifica un mecanism adecvat și eficient pentru a diviza responsabilitățile, cum ar fi - elaborarea politicilor, implementarea politicilor, autorizarea mediului de afaceri, funcțiile de control, furnizarea de servicii publice, între diferite ministere și instituțiile subordonate acestora.
Drept urmare, în 2017, numărul ministerelor a fost redus de la 16 la 9, numărul angajaților ministerelor a fost optimizat cu 42%, iar salariile funcționarilor publici au crescut cu 90%.

#### Activitatea didactică
Academia de Administrație Publică a Republicii Moldova: 
- 09/1999 - 11/2003, Lector universitar (titular).
- 11/2003 – Prezent. Profesor universitar, Științe politice, Din 2015 până în 2018 a fost președinte al Comisiei de examinare a absolvenților studiilor de masterat la specialitatea Administrația Publică, în cadrul Academiei de Administrare Publică din Republica Moldova.

Universitatea de Stat din Moldova:
- 09/2015 - Prezent, Profesor universitar, științe politice și management electoral.

Universitatea Liberă din Moldova (ULIM):
- 09/2016 - Prezent, Profesor universitar, Științe politice.

## Membru în consilii de administrație, asociații internaționale și internaționale
- Membru al Comitetului de coordonare al proiectului comun al Comisiei Europene și al Consiliului Europei pentru prevenirea corupției (MOLICO), 2006 - 2009;

- Membru al Comitetului de coordonare al proiectului „Construirea guvernării electronice în Moldova - 2” activitate comună a Guvernului Republicii Moldova și a PNUD Moldova, 2007 - 2012;
- Membru în Consiliul de administrație al ACEEEO 2013 – 2019;

- Președinte ACEEEO în 2014 - 2015;
- Membru al consiliului de administrație A-Web (asociația globală a organelor electorale) 2015 - 2017;
- Membru al consiliului de administrație al „Agenției pentru servicii publice”, 2017 - 2019;
- Membru al consiliului de administrație al „Agenția pentru investiții sociale” 2018 - 2019;
- Membru al consiliului de administrație al „Agenției pentru Guvernare Electronică”, 2018 - 2019;
- Membru de Onoare al  ACEEEO (Asociației europene ai funcționarilor electorali) din 2019.

## Distincții
- Premiul mare Campion de gen - UN Woman și PNUD Moldova, 2016
- Titlul de Doctor Honoris Causa al Academiei Internaționale de Informatizare la ONU, 2013

- Decorat cu medalia Ministerului Afacerilor Interne – Pentru Merit, gradul I

## Legături externe
- Iurie Ciocan // Tag-uri Arhivat în 13 octombrie 2014, la Wayback Machine. Unimedia